# 2004 en sports équestres
Chronologie des sports équestres
- 2003 en sports équestres - 2004 en sports équestres - 2005 en sports équestres

Cet article présente les faits marquants de l'année 2004 en sports équestres.

## Événements

### Avril
- 25 avril 2004 : le cavalier français Bruno Broucqsault sur Dileme de Cephe remporte la finale de la Coupe du monde de saut d'obstacles 2003-2004 à Milan (Italie)[1].

### Août
- 14 août au 27 août 2004 : déroulement des épreuves d'équitation aux Jeux olympiques d'été de 2004 au centre équestre olympique de Markopoulo (Grèce).

### Septembre
- 19 septembre 2004 : 
  - le Brésil remporte le Championnat du monde de polo 2004.
  - au terme de la dernière épreuve à Barcelone (Espagne), l'équipe française remporte la Coupe des nations de saut d'obstacles 2004[2]